# Bhagavad-gita
Bhagavad-gita je zapis v 700 verzih, v katerih Šri Krišna poučuje Svojega zaupnega prijatelja Ardžuno. Čeprav Bhagavad-gita izhaja kot samostojno delo, je pravzaprav del Mahabharate, starodavnega zgodovinskega epa v sanskrtu. Mahabharata opisuje dogodke, ki so potekali tik pred začetkom zdajšnje dobe kali. Na začetku te dobe, pred približno pet tisoč leti, je po hindujski mitologiji Krišna razodel Bhagavad-gito Svojemu prijatelju in bhakti Ardžuni.
Komentar k Bhagavad-giti, kakršno je napisal Šri Šrimad A. C. Bhaktivedanta Svami Prabhupada. Ta izdaja se od drugih razlikuje po tem, da sporočilo Gospoda Krišne podaja takšno, kakršno je v izvorni obliki. 
Starodavni nauk Gite razodeva prepričanja o zavesti, karmi, jogi in reinkarnaciji ter podaja filozofsko razlago človekove biti.

## Izjave znanih osebnosti o Bhagavad-giti
Dr. Edmund Weber, profesor teologije v Frankfurtu
"Ta izdaja Bhagavad-gite A. C. Bhaktivedante Svamija Prabhupade predstavlja Zahodu najstarejšo indijsko duhovno tradicijo natančneje kot katero koli drugo književno delo, obenem pa je tudi prispevek k razumevanju med narodi, ki je dandanes tako zelo pomembno."

Mohandas K. Gandhi, revolucionar
"Ko me obhajajo dvomi, ko zrem razočaranju v oči in na obzorju ne vidim žarka upanja, se zatečem k Bhagavad-giti in poiščem verz, ki me potolaži in mi tudi sredi največje žalosti izvabi nasmeh na obraz. Kdor se poglobi v nauk Gite, lahko iz nje vsak dan znova črpa veselje in vedno nova spoznanja." 

Ralph Waldo Emerson, pesnik
"Bhagavad-giti dolgujem čudovito izkušnjo. To je bila prva knjiga; bilo je, kot da nam govori ves imperij, ne nekaj malega in nepomembnega, ampak nekaj velikega in jasnega, glas stare inteligence, ki je razmišljala v neki drugi dobi in okolju in tako razkrila enaka vprašanja, ki begajo tudi nas." 

Herman Hesse, pisatelj
"To čudovito razodetje, ta življenjska modrost, ta filozofija, ki se je razcvetela v religijo, je prav to, kar iščemo in kar potrebujemo."

Thomas Emerson, teolog
"Gito lahko vidimo kot glavno knjižno podporo največji indijski verski civilizaciji, najstarejši preživeli kulturi na svetu. Ta prevod in komentar sta še ena manifestacija večne pomembnosti Gite."

Dr. Samuel Atkins, profesor sanskrta na Univerzi Princeton
"Akademska in verodostojna izdaja Bhagavad-gite A. C. Bhaktivedante Svamija Prabhupade je name naredila velik vtis. Je najpomembnejše delo tako za akademike kot druge in je zelo uporabna kot priročnik in referenčni vir. To izdajo toplo priporočam vsem svojim študentom."

Johann Wolfgang von Goethe
"To je knjiga, ki me je v življenju najbolj razsvetlila."

Oskar Kogoj
"Vesel sem, da smo Slovenci zdaj dobili Gito v tako obširni izdaji, saj tudi nam vedsko znanje nikakor ni tuje. Beseda veda kakor v sanskrtu tudi v slovenščini pomeni znanje ali védenje, zato bi se moral s čisto studenčnico znanja, ki vre iz Bhagavad-gite, kakršna je, spoznati prav vsak Slovenec."

## Slava Bhagavad-gite
Bhagavad-gita po vsem svetu slovi kot dragulj indijske duhovne modrosti. Njenih 700 verzov, v katerih Šri Krišna poučuje Svojega zaupnega prijatelja Ardžuno, nam v celoti odkriva nauk o samospoznavanju.
"Tistega, ki zelo resno in iskreno bere Bhagavad-gito, Gospod milostno zaščiti pred posledicami njegovih preteklih grehov."
- Gita-mahatmja 2 

"Če se vsak dan okopamo, se očistimo umazanije, če pa se vsaj enkrat okopamo v vodah Bhagavad-gite, ki so kot sveta voda reke Ganges, bo z nas odplaknjena vsa nečistoča materialnega življenja."
- Gita-mahatmja 3 

"Gitopanišada, Bhagavad-gita, je bistvo vseh Upanišad in je kot krava, Gospod Krišna pa spreten pastirček, ki jo molze. Ardžuna je kakor tele, izvrstno mleko Bhagavad-gite pa je namenjeno velikim modrecem in čistim bhaktam."
- Gita-mahatmja 6 

"Naj bo en sam sveti spis za vse ljudi - Bhagavad-gita. Naj bo en sam Bog za ves svet - Šri Krišna. Naj bo le ena hvalnica, ena mantra, ena molitev ali pesem o njegovem imenu: Hare Krišna, Hare Krišna, Krišna Krišna, Hare Hare / Hare Rama, Hare Rama, Rama Rama, Hare Hare. In naj bo eno samo opravilo - služenje Vsevišnji Božanski Osebnosti."
- Gita-mahatmja 7

## Ali ste vedeli ...
- da je Krišna izgovoril Bhagavad-gito 11. decembra 3138 pr. n. št. na bojišču Kurukšetre?
- da je pogovor med Ardžuno in Krišno trajal približno od 45 minut do ene ure?
- da sta bila Ardžuna in Krišna takrat stara 89 let?
- da je v Bhagavad-giti 700 verzov v 18 poglavjih?
- da 18 poglavij predstavlja Višnujeve dele: 5 glav, 10 rok, 2 nogi in trup?
- da je bilo na bojišču Kurukšetre kar 6 milijonov vojakov?
- da je Bhagavad-gita prevedena v več kot 50 svetovnih jezikov?
- da je Ardžuna Krišno poimenoval z 41 različnimi imeni (Ačjuta, Bhagavan, Govinda, Hari, Išvara, Džanardana, Kešava, Madhava, Purušotama, Jogešvara …)?
- da je uvod v Bhagavad-gito nastal, ko je imel Šrila Prabhupada po prihodu v ZDA predavanje, na katerega ni prišel nihče, in se je zato posnel na diktafon?

## Povzetek po poglavjih
- 1. poglavje: Opis vojska na Kuruksetri

Nasprotujoči si vojski sta postrojeni na bojišču, ko veliki bojevnik Arjuna uzre v njunih vrstah bližnje sorodnike ter svoje učitelje in prijatelje, pripravljene, da se spopadejo in žrtvujejo življenja. Preplavljen z žalostjo in usmiljenjem izgubi vso moč, se zmede in se ni več pripravljen bojevati.
- 2. poglavje: Povzetek Gite

Arjuna sprejme Gospoda Krsno za duhovnega učitelja in Krsna ga začne poučevati. Pojasni mu bistveno razliko med začasnim materialnim telesom in večno duhovno dušo ter spregovori tudi o preseljevanju duše, naravi nesebičnega služenja Vsevišnjemu in značilnostih človeka, ki je dosegel samospoznanje.
- 3. poglavje: Karma-yoga

V materialnem svetu mora vsakdo delovati. Naše delovanje nas bodisi veže na materialni svet ali pa osvobaja iz njega. Če delujemo v zadovoljstvo Vsevišnjega, brez sebičnih motivov, se lahko dvignemo nad zakon karme (zakon o delovanju in njegovih posledicah) ter si pridobimo transcendentalno znanje o duši in Vsevišnjem.
- 4. poglavje: Transcendentalno znanje

Transcendentalno znanje — duhovno znanje o duši, Bogu in odnosu med njima — hkrati očiščuje in osvobaja. To znanje je sad karma-yoge, nesebičnega delovanja za Gospoda. Gospod opisuje zgodovino Gite ter govori o vzrokih za Svoj prihod v materialni svet. Pojasni tudi, kako pomembno je poiskati zavetje guruja, samospoznanega duhovnega učitelja.
- 5. poglavje: Karma-yoga — delovanje za Krsno

Moder človek navidez deluje kakor vsi drugi, v sebi pa se odpoveduje sadovom svojega delovanja. Ker se v ognju transcendentalnega znanja očisti, doseže mir, nenavezanost, potrpežljivost in blaženost ter razvije duhovni vid.
- 6. poglavje: Dhyana-yoga

Astanga-yoga je mehanična metoda meditacije, s katero je mogoče obvladati um in čute ter se osredotočiti na Naddušo ali Paramatmo (Gospoda v srcu). Najvišja stopnja te meditacije je samadhi, popolno zavedanje Vsevišnjega.
- 7. poglavje: Znanje o Absolutu

Gospod Krsna je Vrhovna Resnica, najvišji vzrok in vzdrževalec vsega materialnega in duhovnega. Vzvišene duše se Mu z lju-beznijo predajo, pozornost brezbožnežev pa pritegnejo drugi predmeti čaščenja.
- 8. poglavje: Kako doseči Vsevišnjega

Kdor se z vdanostjo spominja Gospoda Krsne vse življenje in še zlasti ob smrti, lahko doseže Njegovo najvišje prebivališče, ki je onkraj materialnega sveta.
- 9. poglavje: Najzaupnejše znanje

Gospod Krsna je Vrhovni Bog in najvišji predmet čaščenja. Vsaka duša je preko vdanega služenja (bhakti) večno povezana z Njim. Kdor obudi svojo čisto vdanost Krsni, se vrne k Njemu v duhovno kraljestvo.
- 10. poglavje: Veličastje Absoluta

Tako v materialnem kot v duhovnem svetu so vsi čudežni pojavi, iz katerih izžarevajo moč, lepota, veličina in vzvišenost, zgolj delno razodetje Krsnovih božanskih energij in Njegovega veli-častja. Ker je Krsna vzrok vseh vzrokov ter opora in bistvo vsega, je najvišji predmet čaščenja vseh živih bitij.
- 11. poglavje: Kozmično telo

Gospod Krsna podari Arjuni božanski vid in mu razodene Svoje veličastno, brezmejno kozmično telo. Tako neizpodbitno dokaže Svojo božanskost. Zatem pojasni, da je Njegova prečudovita človeška podoba izvorna podoba Boga in da jo lahko vidi le tisti, ki Mu služi s čisto vdanostjo.
- 12. poglavje: Vdano služenje

Bhakti-yoga, čisto vdano služenje Gospodu Krsni, je najbolj vzvišena in najprimernejša metoda za dosego najvišjega duhovnega cilja, čiste ljubezni do Krsne. Kdor stopa po tej poti, razvije božanske lastnosti. 
- 13. poglavje: Narava, uživalec in zavest

Kdor pozna razliko med telesom, dušo in Naddušo, ki je nad njima, se osvobodi iz materialnega sveta.
- 14. poglavje: Tri gune materialne narave

Vse utelešene duše so pod nadzorom treh gun materialne narave: vrline, strasti in nevednosti. Gospod Krsna pojasnjuje, kaj te gune so, kako vplivajo na nas in kako se je mogoče dvigniti nadnje, ter opisuje značilnosti tistega, ki je dosegel to transcendentalno raven.
- 15. poglavje: Purusottama-yoga

Glavni namen vedskega znanja je, da nas osvobodi zapletenosti v materialni svet in nam omogoči razumeti, da je Gospod Krsna Vsevišnja Božanska Osebnost. Kdor spozna, da je Krsna vrhovna osebnost, se Mu preda in Mu začne vdano služiti.
- 16. poglavje: Božanska in demonska narava

Ljudje z demonskimi lastnostmi, ki živijo svojevoljno in ne upoštevajo pravil iz svetih spisov, se rodijo v nižjih življenjskih oblikah in so zmeraj bolj navezani na materialni svet. Ljudje z božanskimi odlikami, ki živijo, kakor narekujejo sveti spisi, pa postopoma dosežejo duhovno popolnost.
- 17. poglavje: Vrste vere

Obstajajo tri vrste vere, ki se porajajo vsaka iz ene od gun materialne narave. Delovanje tistega, čigar vera je v strasti ali nevednosti, obrodi le začasne, materialne sadove, kdor deluje v vrlini, v skladu z navodili svetih spisov, pa si očisti srce, razvije neomajno vero v Gospoda Krsno in Mu postane vdan.
- 18. poglavje: Zaključek — popolnost kot sad odpovedovanja

Krsna pojasni pomen odpovedovanja in učinek gun materialne narave na človekovo zavest in delovanje. Spregovori o spoznanju Brahmana in veličini Bhagavad-gite ter poda njen končni sklep: najvišja pot religije je absolutna, brezpogojna, ljubeča predanost Gospodu Krsni, ki človeka osvobodi vseh grehov, ga popolnoma razsvetli in mu omogoči, da se vrne v Krsnovo večno, duhovno prebivališče.